# Miltochrista cruciata
Miltochrista cruciata är en fjärilsart som beskrevs av Walker 1862. Miltochrista cruciata ingår i släktet Miltochrista och familjen björnspinnare. Inga underarter finns listade i Catalogue of Life.